# Kossuth híd (Esztergom)
Az esztergomi Kossuth híd a Kis-Duna sétányon található. A Prímás-sziget északi csücskét köti össze a Vízivárossal. A híd a régi Kolos híd helyén áll a Kis-Duna és a Duna főágának összefolyásánál, a prímási palota közelében.
- Kolos híd: 1897-1944
- Kossuth híd: 1948-

## Történetük
Már a 16-19. századi metszeteken – például L. Rohbock acélmetszetén – jól látható, hogy a Vízivárost és a sziget északi csúcsát híd kötötte össze. A mai Kossuth híd helyén 1897-ben készült el a hercegprímásról elnevezett vasszerkezetű Kolos híd egy középkor óta ott álló fahíd vonalában. Nevét a városért sokat tett hercegprímásról, Vaszary Kolosról a Kolos nevet kapta, aki a Mária Valéria híd építéséhez is nagy összeggel hozzájárult. Férfi keresztnevekről szokatlan dolog volt egy hidat elnevezni, azonban egyházi személyről lévén szó, az elnevezés érthető. A régi és az új híd gyakorlatilag megegyeztek egymással. Átadására 1897. december 20-án került sor ünnepség nélkül. Az első, mintegy 40 méter nyílású, alsópályás, rácsos hidat, mint Esztergom többi hídját, 1944 decemberében felrobbantotta a visszavonuló német hadsereg.
Az új, dr. Menyhárd István által tervezett híd egy felsőpályás, csuklós, rácsos acélszerkezetű ívhíd lett. Az újjáépítésre 1948-ban került sor, ekkor már a Kossuth híd nevet kapta. Átadására december 5-én került sor. Egyúttal egy emlékművet is felavattak az államférfinak, ahol a városban partra szállt 1848-ban. Az új híd szélesebb lett elődjénél. A hídfőbe elrejtve egy vasbeton dobozt építettek ellensúlynak. A Kossuth híd ma korlátozott teherbírású. Csak gyalogos és kerékpáros közlekedésre szolgál. A híd északi végénél áll Erzsébet királyné szobra.